# Morainvilliers
Morainvilliers ist eine französische Gemeinde mit 3.102 Einwohnern (Stand: 1. Januar 2022) im Département Yvelines in der Region Île-de-France. Morainvilliers gehört zum Arrondissement Saint-Germain-en-Laye und zum Kanton Verneuil-sur-Seine (bis 2015: Poissy-Sud). Die Einwohner werden Morainvillois genannt.

## Geographie
Morainvilliers liegt etwa 35 Kilometer westnordwestlich von Paris. Umgeben wird Morainvilliers von den Nachbargemeinden Chapet im Norden, Vernouillet und Médan im Nordosten, Orgeval im Osten und Südosten, Les Alluets-le-Roi im Süden und Südwesten sowie Ecquevilly im Westen und Nordwesten.
Das Gemeindegebiet wird vom Flüsschen Orgeval durchquert. Durch die Gemeinde führt die Autoroute A13 und die frühere Route nationale 13 (heutige D113).

## Bevölkerungsentwicklung
| 1962 | 1968 | 1975 | 1982 | 1990 | 1999 | 2006 | 2017 |
| ---- | ---- | ---- | ---- | ---- | ---- | ---- | ---- |
| 994  | 1019 | 1286 | 1428 | 1614 | 2193 | 2362 | 2930 |

## Sehenswürdigkeiten

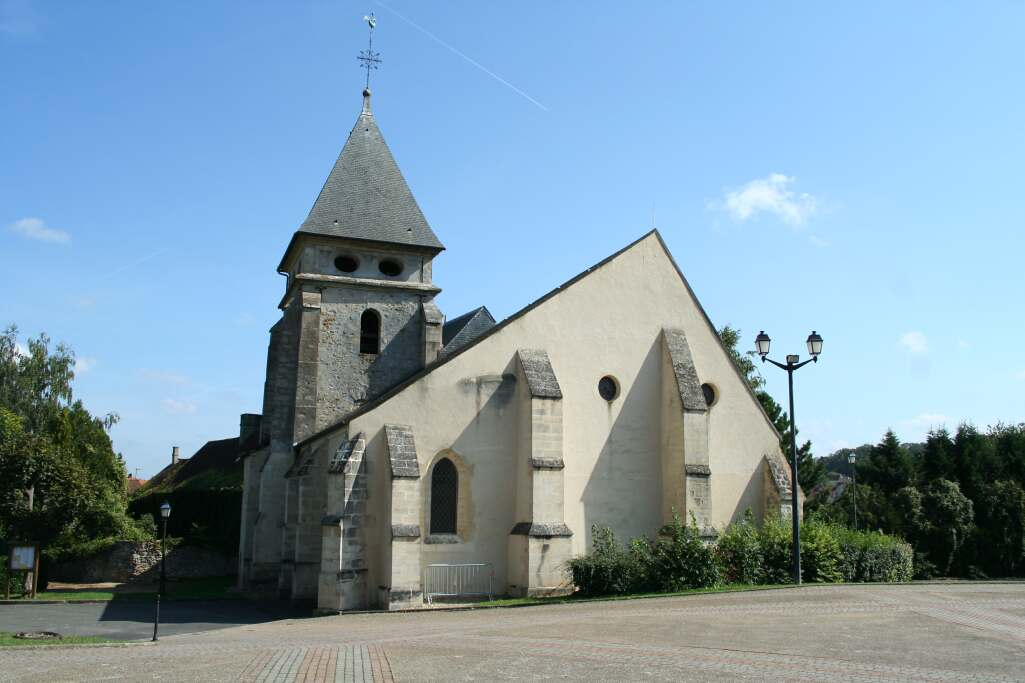
Kirche Saint-Léger

- Kirche Saint-Léger, Glockenturm aus dem 12. Jahrhundert, im Übrigen aus dem 15. Jahrhundert, Kapellenanbau aus dem 19. Jahrhundert
- Kirche von Bures aus dem 19. Jahrhundert
- Schloss Bures aus dem Jahre 1817
- Schloss Benainvilliers aus dem 19. Jahrhundert

Siehe auch: Liste der Monuments historiques in Morainvilliers

## Persönlichkeiten
- Charles Rivkin (* 1962), Botschafter der USA in Frankreich, lebte in Morainvilliers